# Werinhar
Werinhar OSB († 30. Oktober 982 in Lucca) war Abt von Fulda.

## Leben
Werinhar wurde in eine adlige Familie geboren und war ein Cousin von Ulrich von Augsburg. Er trat zu einem unbekannten Zeitpunkt als Benediktinermönch in die Abtei Fulda ein und wurde zum Priester geweiht. Nachdem Abt Hatto II. zum Erzbischof von Mainz gewählt worden war, wählten ihn die Mönche 968 zu seinem Nachfolger. Am 8. November 969 bestätigte Papst Johannes XII. ihm Privilegien.
Abt Werinhar genoss die Gunst von Kaise Otto II. und erhielt von diesem für die Rettung der Seele seines Vaters Schlotheim von Frankenhausen in Thüringen. Am 22. Oktober 973 bestätigte Otto II. einen Gebietstausch mit Adalbert von Magdeburg.
Im Jahr 981 begleitete er den Kaiser auf einem Italienfeldzug. Am 18. Mai 982 erhielt er in Tarent das Recht auf den Zins der Siedlung Medenheim bei Northeim für sich und die Abtei. Otto II. soll ihm am 14. Juli 982 in Süditalien die Nachfolge von Heinrich I. als Bischof von Augsburg angeboten haben, was er abgelehnt habe. Tags darauf nahm er
an der Schlacht bei Crotone gegen de Srazenen teil, wo er knapp dem Tod entkam. Am 30. Oktober 982 starb er auf dem Heimweg in Lucca in Italien und wurde in Borgo San Donniono, heute relatinisiert Fidenza, in der Nähe von Parma bestattet. Späteren Überlieferungen zufolge soll ihn Papst Benedikt VII. während des letzten Italienaufenthalts im Jahr vor seinem Tod zum Kardinalpriester einer unbekannten römischen Kirche erhoben haben.